# Scinax funereus
Espèce
Synonymes
- Scytopsis funereus Cope, 1874
- Hyla depressiceps Boulenger, 1882
- Hyla rubra inconspicua Melin, 1941

Statut de conservation UICN

 LC  : Préoccupation mineure
Scinax funereus est une espèce d'amphibiens de la famille des Hylidae.

## Répartition
Cette espèce de plaine se rencontre dans le haut bassin de l'Amazone, :
- au Pérou dans les régions de San Martin, de Loreto, d'Ucayali, de Huánuco et de Madre de Dios ;
- en Équateur dans les provinces de Napo, de Sucumbíos, d'Orellana, de Pastaza et de Morona-Santiago ;
- dans l'ouest du Brésil dans l'État d'Acre.

## Publication originale
- Cope, 1874 : On some Batrachia and Nematognathi brought from the upper Amazon by Prof. Orton. Proceedings of the Academy of Natural Sciences of Philadelphia, vol. 26, p. 120–137 (texte intégral).